# Zadelrugtamarins
De zadelrugtamarins (Leontocebus) zijn een geslacht van zoogdieren uit de familie van de klauwaapjes (Callitrichidae). De wetenschappelijke naam van het geslacht werd in 1840 gepubliceerd door Johann Andreas Wagner.

## Taxonomie
Dit geslacht bestaat uit tien soorten.
- Leontocebus cruzlimai
- Leontocebus fuscicollis – Bruinrugtamarin
  - Leontocebus fuscicollis fuscicollis
  - Leontocebus fuscicollis avilapiresi
  - Leontocebus fuscicollis mura
  - Leontocebus fuscicollis primitivus
- Leontocebus fuscus – Lessons zadelrugtamarin
- Leontocebus illigeri – Illigers zadelrugtamarin
- Leontocebus lagonotus – Roodmantelzadelrugtamarin
- Leontocebus leucogenys – Andeszadelrugtamarin
- Leontocebus nigricollis – Zwartrugtamarin
  - Leontocebus nigricollis nigricollis
  - Leontocebus nigricollis graellsi – Rio Napotamarin
  - Leontocebus nigricollis hernandezi
- Leontocebus nigrifrons – Geoffroys zadelrugtamarin
- Leontocebus tripartitus – Goudmanteltamarin
- Leontocebus weddelli – Weddells zadelrugtamarin
  - Leontocebus weddelli weddelli
  - Leontocebus weddelli crandalli
  - Leontocebus weddelli melanoleucus – Witte tamarin

Vroeger werden deze soorten tot het geslacht Saguinus gerekend, maar ze zijn verschillend genoeg voor een eigen geslacht.